# Sailor (banda)
Silver foi uma banda britânica de glam rock.

## Discografia

### Álbuns de estúdio
- 1974  Sailor
- 1975  Trouble (UK #45)
- 1976  The Third Step
- 1977  Checkpoint
- 1978  Hideaway
- 1980  Dressed for Drowning
- 1991  Sailor II
- 1992  Street Lamp
- 1998  The Very Best of Sailor [6][7]

### Compilações
- 1978 Greatest Hits Vol.1
- 1990 Girls, Girls, Girls: The Very Best of Sailor
- 1994 Hits and Highlights
- 1995 Greatest Hits – Best of the Best
- 1996 Legacy: Greatest and Latest
- 1999 Girls, Girls, Girls
- 2002  Sailor
- 2005  Best: Down by the Docks
- 2006  Buried Treasure (double CD)
- 2007  Buried Treasure (single CD)
- 2007  The Best of Sailor
- 2007  A Glass of Champagne: All the Hits
- 2008  Traffic Jam: Sound and Vision (CD/DVD)[6][7]

### Álbuns ao vivo e DVDs
- 1998 Live in Berlin
- 2003 Pirate Copy: Sailor Live in Concert (DVD)
- 2005 Sailor Live
- 2005 Sailor Live: One Drink Too Many

### Singles
- 1974 "Traffic Jam" / "Harbour" (AUS #47)
- 1975 "Blue Desert" / "Blame It on the Soft Spot"
- 1975 "Sailor" / "Open up the Door"
- 1975 "A Glass of Champagne" (UK No. 2, IRE No. 1, AUS #4) / "Panama"
- 1975 "Girls, Girls, Girls" (UK No. 7, AUS #21) / "Jacaranda"
- 1976 "Stiletto Heels" / "Out of Money"
- 1977 "One Drink Too Many" (UK #35) / "Melancholy"
- 1977 "Down by the Docks" / "Put Your Mouth Where the Money Is"
- 1977 "Romance" / "Istanbul 6.25"
- 1978 "All I Need is a Girl" / "Copacabana"
- 1978 "The Runaway" / "Put Your Mouth Where the Money Is"
- 1978 "Give Me Shakespeare" / "I Wish I Had a Way With Women"
- 1978 "Stay the Night" / "Pyjama Party"
- 1979 "Stranger in Paris" / "Jamaica Girl" [European release only]
- 1980 "Don't Send Flowers" / "Don't Look a Gift Horse"
- 1981 "Danger on the Titanic" / "Starlight"
- 1991 "Music" / "Music" (Instrumental) [European release only]
- 1991 "La Cumbia" (Radio Mix) / "La Cumbia" (Tropical Mix)
- 1991 "Knock Knock" / "Soapland" [European release only]
- 1992 "The Secretary" / "Cumbia"
- 1992 "Latino Lover" / "Vera from Veracruz" [European release only]
- 1992 "It Takes 2 to Tango"